# Орлан (підводний човен)

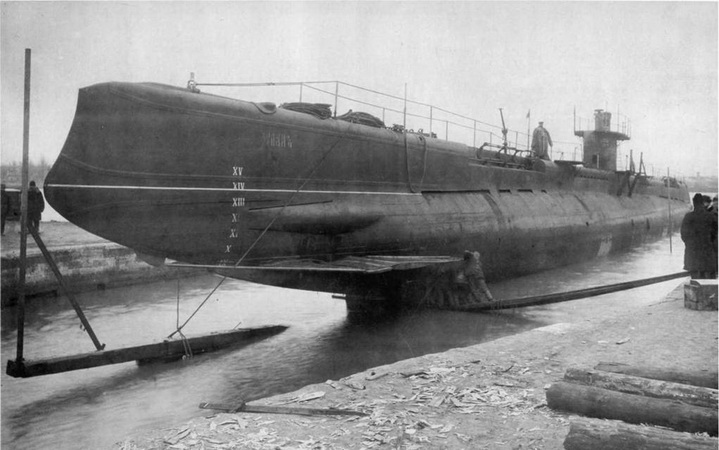
«Орлан» у Миколаєві, 1917 р.

Підводний човен «Орлан» — належить до підводних човнів типу «Барс». Побудований у Миколаєві.

## Тактико-технічна характеристика
Водотоннажність (надводна / підводне): 650/785 т.
Розміри: довжина — 68 м, ширина — 4,48 м, осадка — 4,12 м.
Швидкість ходу (надводна / підводна): 16,0 / 9,0 вузлів.
Глибина занурення: до 50 м.
Дальність плавання: над водою 2400 миль, під водою 130 миль.
Силова установка: дизеля 2x1250 к.с., електромотори 2x450 к.с.
Озброєння: 2 носових і 2 кормових 457-мм торпедних апарати, 4457-мм апаратів Джевецкого, 1 75-мм і 1 57-мм гармати, 1 7,62-мм кулемет.
Екіпаж: 33 чол.

## Історія підводного човна
02.07.1915 р. підводний човен зарахований в списки кораблів Чорноморського флоту і в жовтні 1915 року закладений на заводі «Наваль» Товариством Миколаївських заводів і верфей в Миколаєві. Спущений на воду 12.11.1916 р., вступив у стрій у вересні 1917 року.
Підводний човен «Орлан» брав участь у 1-й світовій війні, використовувався в навчальних цілях.
16.12.1917 р. увійшов до складу Червоного Чорноморського Флоту, але 01.05.1918 р. був захоплений в Севастополі німецькими окупантами і незабаром під найменуванням «US 2» включений до складу Військово-Морських Сил Німеччини на Чорному морі.
24.11.1918 р. захоплений у німців англо-французькими інтервентами і 26.04.1919 р. за наказом англійського командування затоплений в районі Севастополя.
Виявили човен водолази Експедиції підводних робіт особливого призначення в 1925 році, що проводили пошук затоплених бойових кораблів по заявці Військово-морського флоту. Підводний човен «Орлан» лежав на глибині 31 м, з креном 67 градусів на лівий борт і незначним дифферентом на корму. Будь-яких серйозних ушкоджень корпусу виявлено не було. Вхідні люки на човні були відкриті.
Спочатку підйом «Орлана» планувалося провести способом осушення відсіків і цистерн. Водолази встановили на вхідні люки спеціально виготовлені герметичні кришки з ввареними в них штуцерами для приєднання повітряних шлангів. Однак під час пробного продування, коли крен човна зменшився майже на половину, а ніс навіть кілька підвівся над ґрунтом, з'ясувалося, що в машинному відділенні по лівому борту є велика пробоїна. Розміри її були такі, що через пробоїну в човен вільно проходив водолаз. При первісному обстеженні пробоїну не можна було виявити, так як «Орлан» лежав саме на лівому борту.
За другим варіантом вирішили піднімати «Орлан» за допомогою двох 400-тонних понтонів. Глибина затоплення «Орлана» — 31 м. Ця обставина не тільки ускладнювала роботи з промивки тунелів і остропку понтонів, але робила дуже небезпечним спливання човни. За звичайними правилами безпосередній підйом на поверхню допускався з глибини h <0,3L, тобто при довжині «Орлана» L = 68 метрів — з глибини 20—22 метра. Експедиція підводних робіт особливого призначення вирішила піти на ризик і провести підйом з такої глибини за одним зануренням.
Щоб при спливанні суднопідіймальні рушники не вислизнули з-під корпусу човна, понтони міцно прив'язали до її бойової рубки. Ризик виправдався, але само спливання було бурхливим.
Один з учасників підйому згодом так описав цю подію: «Орлан» сплив вранці. У киплячій хвилі і піні від вириваючого з понтонів повітря швидко виринув ніс човна, схожий на морду хижої риби, повільно зупинився і завмер. Диферент «Орлана» при спливанні досяг аварійного значення — 33 градусів, але все закінчилося благополучно, хоча згодом експедиція так більше не ризикували.
Після підйому підводного човна, його відбуксирували до Севастополь і в умовах неможливості відновлення здана Комгосфонду для демонтажу і розбирання на метал.